# 江東区立第二辰巳小学校
江東区立第二辰巳小学校（こうとうくりつ だいにたつみしょうがっこう）は、東京都江東区辰巳1丁目にある区立小学校。

## 沿革
- 1973年（昭和48年）
  - 2月1日 - 初代校長山田英夫就任。
  - 3月30日 - 校舎竣工（普通教室18・特別教室5）。
  - 4月1日 - 開校。開校時点の教職員は23名、主事12名、栄養士1名、学級数17。
  - 4月6日 - 最初の始業式と第1回入学式挙行。開校時点の児童数629名。
  - 5月2日 - 開校記念式典挙行。
  - 10月1日 - 校章制定。
- 1974年（昭和49年）
  - 1月30日 - 校歌制定。
  - 3月25日 - 第1回卒業証書授与式挙行。最初の卒業生は63名。
  - 3月30日 - 8教室増築。体育館とプール竣工。
  - 4月1日 - 第二辰巳幼稚園併設。
- 1976年（昭和51年）3月30日 - 普通教室4、特別教室3増設
- 1978年（昭和53年）10月30日 - 校旗と優勝旗制定。
- 1998年（平成10年）3月31日 - 第二辰巳幼稚園が、辰巳幼稚園に統合。
- 2001年（平成13年）
  - 5月19日 - 「保護者の会」の第1回総会開催。
  - 7月31日 - コンピュータ室新機種導入。
- 2002年（平成14年）
  - 4月1日 - 校帽制定。
  - 5月20日 - 大規模改修工事着工。
  - 7月22日 - プレハブ校舎へ移転。
- 2003年（平成15年）
  - 2月2日 - 本校舎へ移転。
  - 3月31日 - 校舎耐震工事と校庭改修工事完成。
- 2010年（平成22年）
  - 3月20日 - 校内LANパソコン設置。
  - 8月25日 - 図書室貸し出し用パソコン設置。
- 2011年（平成23年）8月14日 - 特別教室に冷暖房設置。
- 2012年（平成24年）
  - 3月19日 - 校庭回収・土間コンクリート改修。校庭水道設備と旗掲揚ポールを設置。
  - 8月25日 - 児童用ロッカー棚設置。

## 学校教育目標
- ◎考える子 ◯思いやりのある子 ◯たくましい子

## 通学区域
出典
- 辰巳1丁目（1番1号～1番33号、2番～8番(5番6号、5番12号、6番10号、7番28号を除く)）
- 東雲1丁目（9番11号～9番42号、10番14号）

## 進学先中学校
出典
公立中学校に進学する場合
- 江東区立辰巳中学校

## 学校周辺
- 江東きっずクラブ二辰 - 同一建物内
- 江東区立辰巳児童館
- 東京都港湾局高潮対策センター
- 辰巳地盤地下観測所
- 辰巳団地
- 辰巳運河
- 江東区立辰巳小学校
- 江東区立辰巳中学校
- 辰巳少年野球場
- 首都高速道路
  - 湾岸線
    - 辰巳第一PA
    - 辰巳第二PA

  - 深川線
  - 辰巳JCT

## アクセス
ページトップの画像にある門までの距離
- 東京メトロ有楽町線辰巳駅（出口1）から、徒歩約320m・約5分。
  - 駅から学校敷地は近いが、ページトップの画像にある門までは、やや遠回りとなる。
- 江東区コミュニティバス「しおかぜ」（江東01系統）で、「第二辰巳小学校前」バス停下車後、徒歩約80m・約1分。
- 都営バス「東15」・「門19」の各系統で、「辰巳橋前」バス停下車後、
  - 1番のりばから、徒歩約360m・約6分。
  - 2番のりばから、徒歩約330m・約5分。
    - なお、「東15」系統（東京駅八重洲口行）は、平日朝1本のみの運行。